# Nathan Cardoso
Nathan Raphael Pelae Cardoso (* 13. Mai 1995 in São Paulo), bekannt als Nathan, ist ein brasilianisch-italienischer Fußballspieler.

## Karriere

### Verein
Cardoso begann seine Karriere bei Palmeiras São Paulo, bei dem er 2014 in den Herrenbereich befördert wurde. Sein Debüt in der Série A, der höchsten brasilianischen Spielklasse, gab er am 13. September 2014 (21. Spieltag) beim 0:3 gegen Fluminense Rio de Janeiro. Bis Saisonende kam er zu 12 Ligaspielen für Palmeiras.
In der folgenden Spielzeit 2015 kam er nur zu drei Partien in der Série A. Daraufhin wurde er zur Spielzeit 2016 an den Zweitligisten Criciúma EC ausgeliehen. Er debütierte in der Série B am 14. Mai desselben Jahres (1. Spieltag) beim 1:0 gegen Náutico. Bis zum Ende der Saison absolvierte er 17 Zweitligapartien, wobei er zwei Tore erzielte.
Nach Leihende schloss er sich 2017 ebenfalls auf Leihbasis dem Erstligisten Chapecoense an. Bis Saisonende kam er zu einem Einsatz in der Série A und acht weiteren in der Copa Sudamericana, Copa Libertadores und Recopa Sudamericana.
Zur Spielzeit 2017/18 wurde er an den Schweizer Zweitligisten Servette FC aus Genf ausgeliehen. Sein Debüt in der Challenge League, der zweithöchsten Schweizer Spielklasse, gab er am 25. August 2017 (6. Spieltag) beim 3:0 gegen den FC Aarau als er in der 83. Minute für Christopher Mfuyi eingewechselt wurde. Bei Servette avancierte Cardoso zum Stammspieler und spielte bis Saisonende 28-mal in der Challenge League, wobei er drei Tore schoss. Zudem kam er zu einem Einsatz im Schweizer Cup, als Servette in der 2. Runde gegen den FC Luzern aus dem Wettbewerb ausschied.
Zur folgenden Spielzeit folgte eine Leihe zum Erstligisten und Schweizer Rekordmeister Grasshopper Club Zürich. Sein Debüt in der Super League gab er am 11. August 2018 (4. Spieltag) beim 2:2 gegen den FC Lugano; in der 75. Minute erzielte er das zwischenzeitliche 1:2 für die Grasshoppers. Aufgrund einer Meniskusverletzung verpasste er 24 Partien verletzt; bis zum Ende der Saison absolvierte er neun Partien in der Super League (ein Tor), eine im Schweizer Cup und ein Spiel für die zweite Mannschaft in der 1. Liga, der vierthöchsten Schweizer Spielklasse. Die erste Mannschaft der Grasshoppers stieg schlussendlich nach 70 Jahren in der höchsten Liga in die Challenge League ab.
Zur Spielzeit 2019/20 schloss er sich ablösefrei dem erstklassigen Stadtrivalen FC Zürich an, bei dem er in seiner Premierensaison 28 Spiele in der Super League absolvierte (zwei Tore) sowie zwei im Schweizer Cup (ein Tor), in dem man im Achtelfinale am BSC Young Boys scheiterte. 2020/21 spielte er 32 Mal in der höchsten Schweizer Spielklasse.
Im Sommer 2021 wechselte er zu den San José Earthquakes in die nordamerikanische Major League Soccer. Hier verbrachte Cardoso drei Jahre. Zur Saison 2024 wechselte er zu den Seattle Sounders FC. Hier trat er auch für deren Farmteam die Tacoma Defiance an.

### Nationalmannschaft
Cardoso spielte von 2014 bis 2015 insgesamt viermal für die U-20-Auswahl Brasiliens.

## Erfolge
Palmeiras
- Copa do Brasil: 2015